# Gaines County
Gaines County je okres ve státě Texas v USA. K roku 2010 zde žilo 17 526 obyvatel. Správním městem okresu je Seminole. Celková rozloha okresu činí 3 893 km².